# Владимир Трифуновић (одбојкаш)
Владимир Трифуновић (Велико Градиште, 14. јун 1958) бивши је југословенски и српски одбојкаш.

## Спортска биографија
Рођен је 14. јуна 1958. године у Великом Градишту. Први званични одбојкашки меч је одиграо још 1972. године, а касније је играо за јуниорску селекцију националног тима. Наступао је за ВГСК из Великог Градишта (Велигорадиштански спорт клуб). Са клубом је успео да освоји првенство Југославије у сезони 1979/80. Две сезоне је био члан београдског Партизана са којим је заузео друго место у ЦЕВ купу. Десетак година је био професионалац у Француској у којој је започео и тренерску каријеру.
За сениорску репрезентацију Југославије је дебитовао 1975. године. Освајач је бронзане медаље на Европском првенству 1979. године у Паризу. Био је учесник Олимпијских игара 1980. године у Москви, када је репрезентација заузела шесто место.